# 1967年香港
|        | 香港歷史 \| 香港歷史年表                                                                                                   |
| 世紀： | 19世紀香港 \| 20世紀香港 \| 21世紀香港                                                                                     |
| 年代： | 1930年代香港 \| 1940年代香港 \| 1950年代香港 \| 1960年代香港 \| 1970年代香港 \| 1980年代香港 \| 1990年代香港               |
| 年份： | 1963年香港 \| 1964年香港 \| 1965年香港 \| 1966年香港 \| 1967年香港 \| 1968年香港 \| 1969年香港 \| 1970年香港 \| 1971年香港 |
| 紀年： | 丁未年（羊年）、香港開埠126周年、香港重光22周年                                                                            |

## 政府

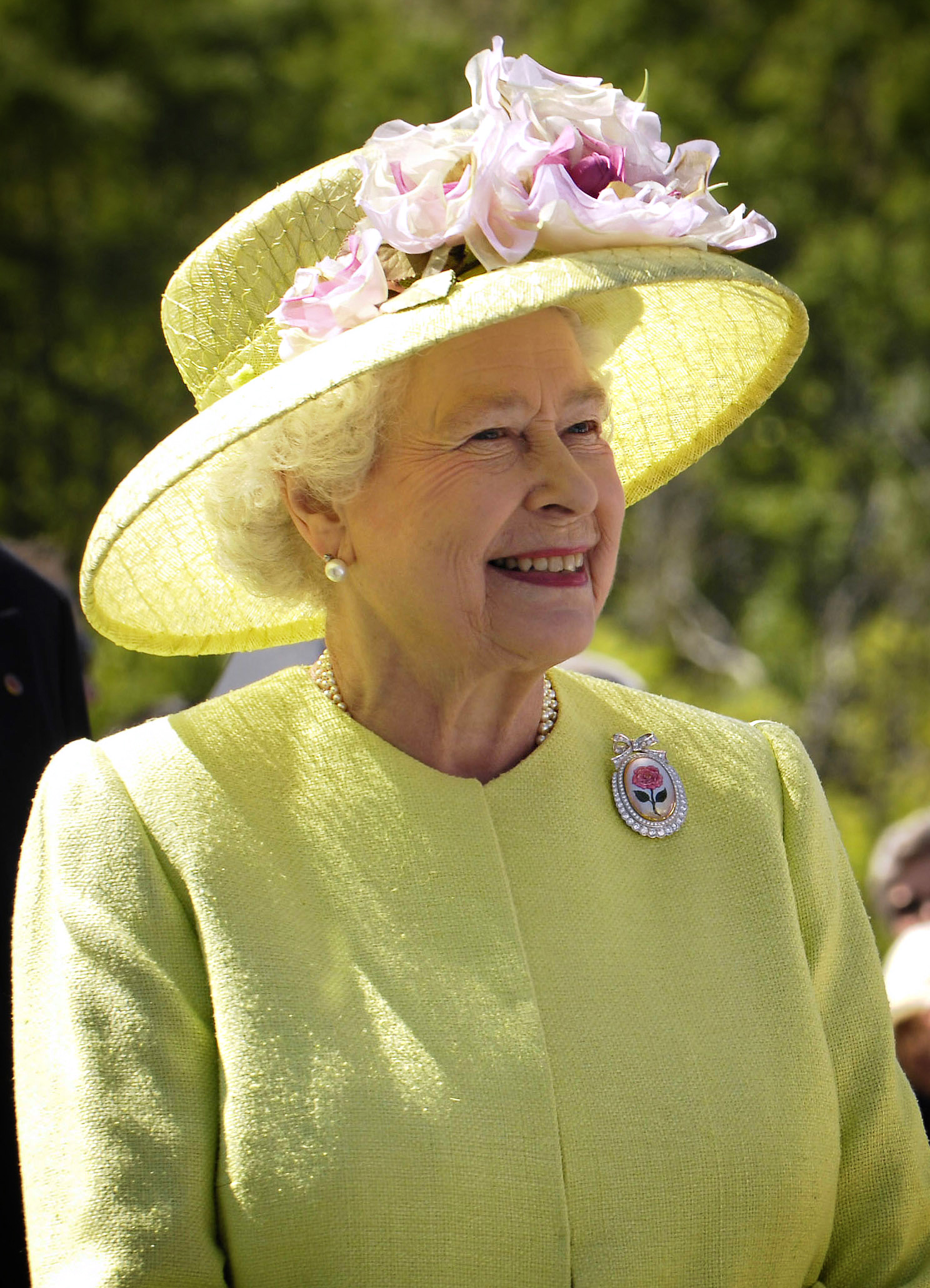
英国君主：伊丽莎白二世

## 大事記
- 1月5日，港府推出法律援助計劃。[1]
- 1月11日，香港青年週報創刊。
- 1月16日，當日為十年來最嚴寒的一天，氣溫低至4.6度。
- 1月18日，香港生產力促進局成立。
- 1月23日，旺角花墟球場舉行東華對流浪的足球賽事發生集體毆鬥事件。
- 2月2日，寒流襲港，皇家香港天文台接獲降雪報告。[2]
- 2月4日，九龍新蒲崗啟德遊樂場舉行牡丹花展覽會。
- 2月15日，港府宣佈每日供水時間減至16小時，於晚間至翌晨實施8小時制水。
- 2月21日，九龍騷動調查佈告發表，認為騷動沒有預謀。
- 2月22日，明愛醫院落成。
- 2月27日，尖沙咀郵政局2樓宿舍命案。
- 3月14日，香港道教聯合會獲准成立。
- 3月18日，晚上九時許，一輛行走3C線的丹拿A型雙層巴士（HK4038）在龍翔道因閃避一名衝出馬路的兒童導致車身翻側，13人受傷。
- 3月23日：
  - 盧麒被殺懸案
  - 飛鵝山氣象觀察站啟用。
- 3月30日，東南亞聯邦海底電話線正式啟用。
- 4月1日，當日為香港27年來首次落雹。
- 4月29日，1967年度香港小姐競選決賽由羅娜奪得冠軍，並於同年7月代表香港出選環球小姐。
- 5月6日，香港人造花廠新蒲崗分廠在4月尾發生的勞資糾紛激化，左派工人阻止廠方出貨與工廠管工發生肢體衝突，20餘人被捕，香港左派趁機將工潮政治化發起六七暴動，這場持續半年多的暴動共釀成51死800傷。[3]
- 5月11日，新蒲崗塑膠花廠工潮持續，最後演變成暴動。港府派軍警鎮壓，東九龍部分地區霄禁。
- 5月12日，左派示威者在黃大仙新區放火及搶掠，[4]又不斷投擲石塊等硬物，一名14歲男童被石塊擲斃。[5]
- 5月16日，香港各界同胞反對港英迫害鬥爭委員會成立，由香港工會聯合會會長楊光出任主任，將工潮轉變為顛覆港府的連串騷亂，並組織炸彈襲擊活動[6]。
- 6月1日，港府頒布緊急法令，禁止張貼煽動性標語。
- 6月7日：
  - 1967年香港市政局選舉在六七暴動下舉行。
  - 土瓜灣道一樓宇發現床底女屍。[7]
- 6月10日，首批彩色電視機由日本運抵香港。
- 6月24日，沙頭角爆發暴動，當地鄉民溫果行等人率領左派群眾包圍警署，並向警察擲石及焚燒警車。
- 6月26日：
  - 左派工人李安由法庭送院途中暴斃。
  - 早上五時許，一輛行走6號線的丹拿B型雙層巴士（D235，車牌號碼HK4476）在彌敦道近加連威老道撞向一棵大樹，上層車頭損毀，事件中無人受傷。
- 6月27日，水務署宣布供水時間減為隔日4小時。
- 6月30日，泰國國際航空601號班機降落啟德機場時墜海，24死56傷。
- 7月8日，沙頭角發生港警與中國內地邊防軍鎗戰事件，導致5名香港警察死亡，當日下午港府宣佈沙頭角戒嚴。
- 7月10日，李振興被刺斃命案，38歲傢俬工人李振興在灣仔左派騷亂中被左派人士襲擊及刺傷胸部斃命。
- 7月12日：
  - 大埔鄉事會會所爆炸案，這次計時炸彈爆炸拉開六七暴動炸彈浪潮的序幕，至同年12月香港各區被放置及投擲超過8千個真假炸彈。
  - 香港島及九龍先後宵禁。
  - 港府宣佈實施4日供水一次。
- 7月13日，一名男子於深水埗青山道新舞台戲院附近被刺斃命。
- 7月14日：
  - 蕭鳴鳳蕭美鳯姊妹被殺案，兩名女童於銅鑼灣勝斯酒店207號房內被舅母殺害。
  - 深水埗醫局街立信塑膠廠五級火，1人受傷（同一大廈1964年曾發生大火）[8]
- 7月23日，王氏兄弟工廠大廈五級火（無傷亡）[9]
- 7月28日，香港及九龍十多處地點發現放有炸彈。
- 7月29日，七名華籍英兵在銅鑼灣禮頓道與一群青年打鬥，其中一名青年傷重死亡。
- 8月5日，約三十名內地伕力在文錦渡包圍2名英軍並警奪去兩槍。[10]
- 8月11日，港府宣佈邊境全部關閉。
- 8月15日，位於天后廟道的87號危險品倉庫懷疑被左派非法份子爆竊，被盜去330支硝酸甘油炸藥，還失去信管、電信管、引火線等爆破工程用品。[11]
- 8月19日，位於淺水灣的104號危險品倉庫遭到左派非法份子打劫，被劫去363支硝酸甘油炸藥及引信等裝置。[11]
- 8月20日，清華街爆炸案，暴徒的炸彈在北角清華街炸死一對小姊弟。[12]
- 8月24日，商業電台播音員林彬於駕車上班途中被暴徒襲擊，翌日不治。
- 8月25日，正街炸彈襲擊案，左派暴徒在西營盤正街投擲土製炸彈，小販被炸傷腹部，延至28日不治。
- 8月28日：
  - 獅子山隧道工程完成。
  - 獅子山爆炸案，左派暴徒在獅子山佈下陷阱，軍火專家華克曼中士拆除炸彈時獨雷，從懸崖墮下殉職。[13]
- 8月31日，六七股災，恆生指數報58.61點，創出有恆生指數以來最低紀錄。
- 9月3日，灣仔消防局爆炸案，巴基斯坦裔助理消防局長簡文被炸彈炸死。[14]
- 9月6日，水塘溢滿，恢復臨時全日供水。
- 9月8日，黃泥涌道翠景樓十一樓印尼母子遭殺害，並斬為14件，用水泥埋於單位兩個灶底內。藏屍八個月後，即1968年5月5日，案件才被揭發。
- 9月9日，《煙花爆竹緊急條例》正式生效，禁止燃放爆竹煙火。
- 9月15日，荃灣發生兇殺案，男子夢中被剌斃。[15]
- 9月19日，觀塘秀茂坪山邊水坑中，發現少女的屍體。
- 10月 九龍摩士公園落成。
- 10月9日，赤柱監獄發生打鬥，期間有囚犯遭利剪刺死。
- 10月13日，香港島發生多宗土製炸彈襲擊，香港島灣仔在同一天有兩人被炸彈炸死，警員杜雄光在告士打道近馬師道的路口疏散市民時被炸死，中學四年級學生唐德明在莊士敦道炸彈襲擊電車案遇害。
- 10月14日，四名青少年謀殺1名男子。
- 10月16日，香港海底隧道動工興建。
- 10月30日，香港貿易發展局主辦香港週，由當天起一連七日舉行。
- 11月1日，立法會通過公共秩序法案，賦予警方更大權力。
- 11月5日：
  - 怡和街爆炸案1死22傷，左派暴徒在銅鑼灣怡和街的電車路軌放置土製炸彈，高級督察麥基雲移除炸彈時被炸死，當日香港各區發現147個真假炸彈，灣仔等地點亦有市民和警察被炸彈炸傷。[16]
  - 國泰航空033號班機於啟德機場起飛失敗，並衝出跑道墜海，造成1死40傷。
- 11月7日，英國牛津出版社香港辦事處開幕。
- 11月8日，荔枝角道炸彈襲擊案，羅水欣在旺角荔枝角道放置炸彈，導致近40人受傷，有3名市民送院後傷重不治，其中一名死者是10歲女童。
- 11月14日，獅子山隧道由港督戴麟趾主持通車禮。
- 11月19日，香港電視廣播有限公司無線電視台正式啟播。
- 11月28日，警員薛振鴻於石硤尾徙置區巡邏時遭左派暴徒刺斃及搶走配槍。
- 12月5日，第二十五屆銀禧工展會開幕。
- 12月9日：
  - 香港中文大學正式動工興建。
  - 警員李觀生在新界錦田被左派暴徒奪槍殺害。[17]
- 12月13日，寒流襲港，皇家香港天文台接獲降雪報告。[2]
- 12月14日，筲箕灣金華街一老婦被勒死。[18]
- 12月19日，九龍九華徑上村一年青女子被殺。[19]
- 糧船灣淡水湖工程完成。
- 香港考古學會註冊成立。
- 羅富國師範學院改名為羅富國教育學院。
- 嶺南書院在港籌辦。

## 出生人物
- 1月1日 陳錦鴻
- 1月28日 林海峰
- 2月5日 鄧兆尊
- 2月6日 蔡一傑
- 2月7日 張敏
- 2月12日 葉玉卿
- 2月25日 鍾志光
- 4月17日 楊寶玲
- 7月6日 江欣燕
- 7月8日 陳小春
- 7月15日 謝天華
- 7月18日 張立基
- 7月27日 王喜
- 8月11日 鄒兆龍
- 8月12日 許志安
- 9月21日 林家棟
- 9月24日 蘇永康
- 9月26日 郭藹明
- 10月4日 鄭伊健
- 10月20日 李健和
- 10月20日 魏駿傑
- 11月9日 張立基
- 11月10日 周慧敏
- 12月6日 李克勤
- 12月18日 麥長青
- 12月19日 林文龍

## 逝世人物
- 5月12日——陳廣新，在黃大仙男童被石塊擲斃案中被左派示威者投擲的石塊擊中頭部身亡。
- 8月20日——黃綺文、黃兆勳，八歲及兩歲的小姊弟，在清華街爆炸案中遭左派暴徒的土製炸彈炸死。
- 8月25日——林彬，商業電台播音員，六七暴動中被縱火燒死。
- 8月28日——華克曼中士，駐港英軍拆彈專家，殉職於獅子山爆炸案。
- 9月3日——簡文，副消防區長，殉職於左派暴徒炸彈襲擊灣仔消防局事件。
- 10月13日——杜雄光，19歲警員，在灣仔告士打道爆炸案中遭左派暴徒的土製炸彈炸死。
- 10月14日——唐德明，19歲學生，10月13日在莊士敦道炸彈襲擊電車案中被左派暴徒投擲炸彈炸傷頭部，14日凌晨不治。
- 11月5日——麥基雲，37歲交通部高級督察，在怡和街爆炸案中遭左派暴徒的土製炸彈炸死。
- 12月9日——李觀生，21歲警員，在新界錦田被左派暴徒奪槍及殺死。

## 資料來源
1. ↑  YouTube上的1月6日，- 當年今日，(港府實施法律援助計劃)
2. 1 2  . 蘋果日報. 2016年1月23日  [2016年1月23日]. （原始内容存档于2017年3月26日）.（繁體中文）
3. ↑  . 德國之聲. 2021-07-11  [2023-07-04]. （原始内容存档于2023-01-07）.
4. ↑  . 工商日報 (第1頁). 1967-05-13  [2023-02-14].
5. ↑  . 端傳媒. 2017-05-05  [2023-02-13]. （原始内容存档于2017-05-05）.
6. ↑  . 眾新聞. 2021-01-02. （原始内容存档于2022-01-09）.
7. ↑  工商晚報, 1967-06-08 第4頁
8. ↑  香港工商日報, 1967-07-15 第6頁
9. ↑  工商晚報, 1967-07-23 第1頁
10. ↑  香港工商日報, 1967-08-06 第4頁
11. 1 2  . 工商日報 (p.4). 1967-09-10  [2023-05-16].
12. ↑  香港工商日報, 1967-08-21 第4頁
13. ↑  香港工商日報, 1967-08-29 第4頁
14. ↑  香港工商日報, 1967-09-04 第5頁
15. ↑  香港工商日報, 1967-09-16 第15頁
16. ↑  . 蘋果日報 (果靈聞庫). 2018-03-07  [2023-02-27]. （原始内容存档于2021-09-01）.
17. ↑  香港工商日報, 1967-12-10 第1頁
18. ↑  香港工商日報, 1967-12-15 第5頁
19. ↑  華僑日報, 1967-12-23 第6頁